# Carl Porttmann

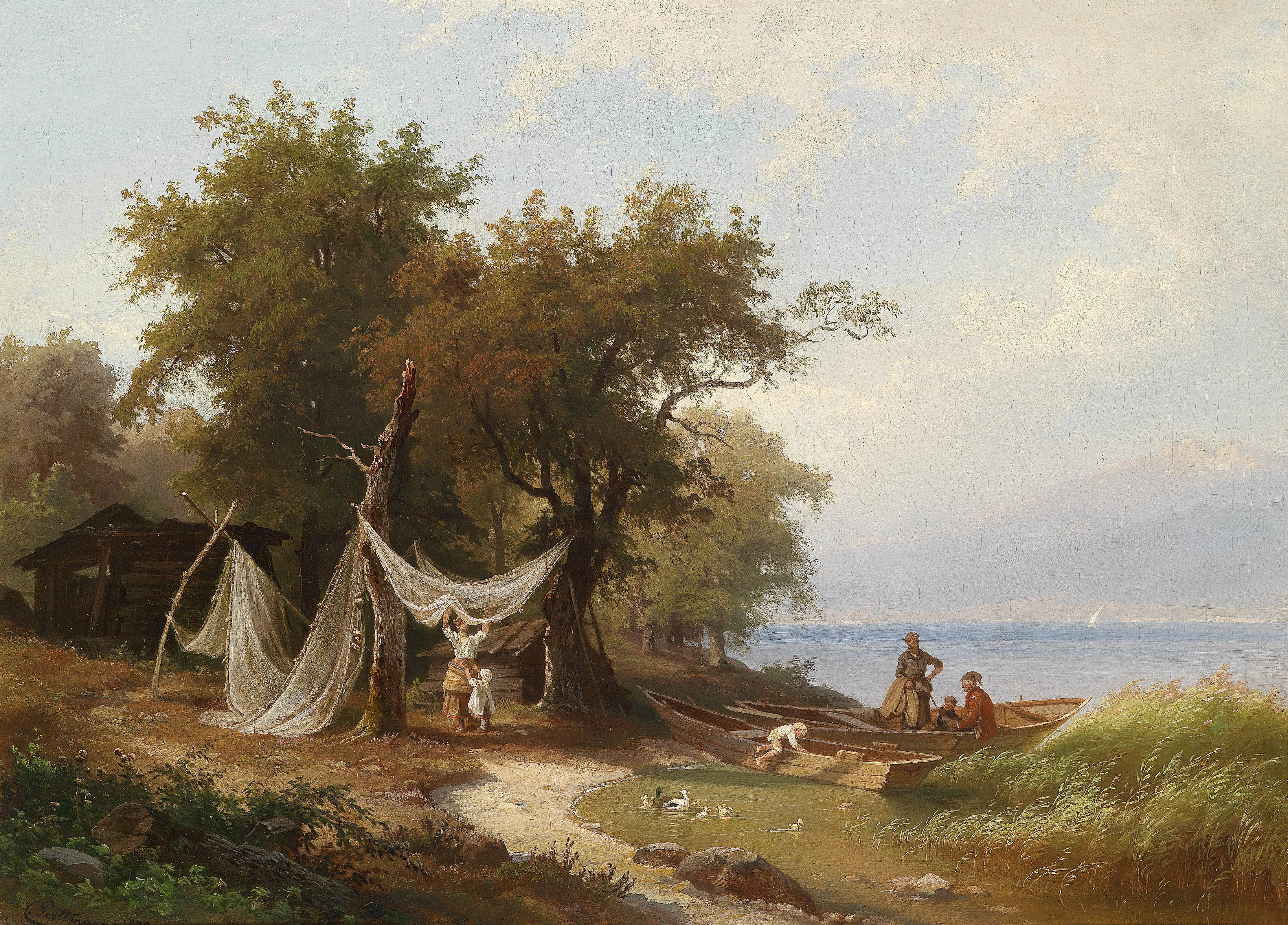
Fischerfamilie am Ufer des Genfer Sees

Carl Porttmann (* um 1812  in Düsseldorf; † 30. Oktober 1894 ebenda) war ein deutscher Genremaler.

## Leben
Porttmann war der Bruder des Malers Wilhelm Porttmann. Er studierte 1837/1838 an der Königlich-Preußischen Kunstakademie in Düsseldorf, wo Josef Wintergerst sein Lehrer war. 1847 malten die Gebrüder Porttmann den Herzog von Nassau im Kreise seines Offizier-Corps, gruppiert in der Landschaft. Porttmann heiratete Fanny Tonge (* 1818 in St. Petersburg) im Juni 1853. Nach 32 Jahren Ehe starb Fanny Porttmann 1884 in Düsseldorf. Anfang der 1870er Jahre wurde Porttmann Eigentümer des Hauses Rosenstraße 7, in welchem auch Wilhelm Porttmann wohnte, und wird zum Nachbarn der Maler August Jernberg und Bengt Nordenberg.

## Werke (Auswahl)
- Die Liebeserklärung (1866)[9][10]
- Spielende Kinder am See (um 1866/67)[9]
- Familienglück (1867), ein Geschenk der Sparkasse an die Städtische Kunstsammlung, Rostock im Jahr 1868[11]
- Der Hühnerhof (ausgestellt bei der I. Internationalen Kunstausstellung im Königlichen Glaspalast zu München 1869)[12]
- Lebensgroßes Porträt Leo XIII. (1878), für den Katholischen Verein, fand am Mausoleum der St. Andreas Kirche in Düsseldorf seinen Platz[13]